# 蜜桃17
《蜜桃17》（はるか17）是日本漫畫家山崎紗也夏的青年漫畫作品，於2004年至2006年之間在講談社的Morning (漫画杂志)雜誌連載，全19卷。講談社授權尖端出版發行繁體中文版，全19卷。在2005年，該漫畫被拍成朝日電視台的晚間連續劇，由平山綾、古田新太、金子貴俊、大島蓉子等主演。

## 外部連結
- （日語） 蜜桃17官方網站